# Maurice Chabas

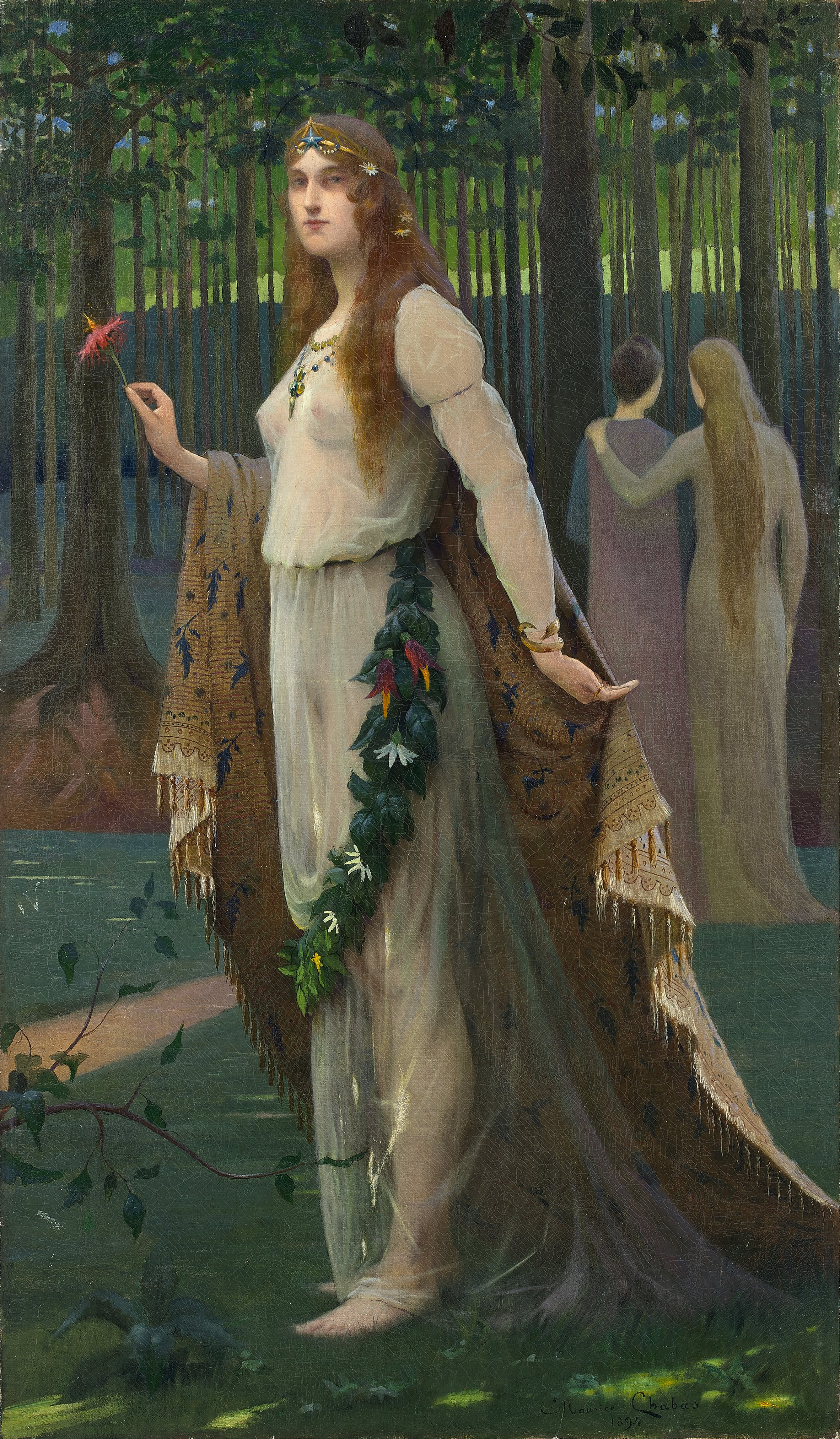
Néméa

Maurice Chabas (* 21. September 1862 in Nantes; † 11. Dezember 1947 in Versailles) war ein französischer Maler des Symbolismus.

## Leben
Maurice Chabas wurde in der Familie eines Kaufmanns geboren, der ein Amateurmaler war. Seinen Söhnen Maurice und Paul ermõglichte dieser das Studium der Malerei, während ihr älterer Bruder das Geschäft des Familienunternehmens übernahm. Maurice und Paul schrieben sich an der Académie Julian in Paris ein, wo sie bei Tony Robert-Fleury (1837–1911), William Adolphe Bouguereau (1825–1905), Gustave Boulanger (1824–1888) und Jules Lefebvre (1836–1911) studierten.
Maurice Chabas debütierte 1885 auf dem „Salon des artistes françaises“, wo er seine Werke bis 1913 präsentierte. Er wurde dort von Pierre Puvis de Chavannes beeinflusst. Von 1890 bis 1907 stellte er auf dem „Salon des Amis des Beaux-Arts“ in Nantes aus. Unter dem Einfluss von Joséphin Péladan war er an allen Salons des Rosenkreuzer von 1892 bis 1897 beteiligt. 1895 zeigte er seine Werke auf einer Ausstellung in der Pariser „Galerie des Arts Réunis“.
Ab 1884 beschäftigte er sich auch mit der Wandmalerei, u. a. im Rathaus von Montrouge, im Pariser Bahnhof von Lyon und im Rathaus von Vincennes.
1900 zog er in die Villa Sainte-Foy Nr. 3 in Neuilly-sur-Seine, wo sein Atelier zu einem Künstlersalon wurde, besucht von den Schriftstellern Maurice Maeterlinck, Leon Bloy, Lucien Lévy-Bruhl, Joséphin Péladan, René Guénon und Édouard Schuré, dem Astronomen Camille Flammarion und dem  Medizinwissenschaftler Charles Richet.
1915 lernte er in Belgien Gabrielle Storms-Castelot kennen, geboren 1888 in Antwerpen, Mutter von zwei Jungen, André Castelot (1911–2004), der Historiker wurde, und Jacques Castelot (1914–1989), des zukünftigen Schauspielers. Aus dieser Liebesbeziehung wurde die zukünftige Malerin Germaine Chanteaud-Chabas geboren.
Nach dem Ausbruch des Ersten Weltkrieges verließ er Belgien und fand Zuflucht in England; Ende 1914 kam er zurück nach Paris und fand eine Wohnung in der Rue de Lubeck Nr. 42.
1923 war er einer der Mitbegründer des „Salon des Tuileries“, u. a. mit den Malern Bessie Ellen Davidson und Charles Dufresne. Er wurde Mitglied des Pariser Herbst-Salons und stellte im Carnegie-International-Museum in Pittsburgh aus.
Am Ende seines Lebens malte er fast ausschließlich religiöse Motive in einer immer mehr abstrakter Fasung. Er lebte fern von seiner Familie und starb einsam in der Rue de la Paroisse in Versailles.